# Аффольтерн-ам-Альбис
Аффольтерн-ам-Альбис (нем. Affoltern am Albis) — город в Швейцарии, окружной центр, находится в кантоне Цюрих.
Входит в состав округа Аффольтерн. Население составляет 10 374 человека (на 31 декабря 2007 года). Официальный код — 0002.

## Состав коммуны
- Цвилликон